# Északi összetett az 1952. évi téli olimpiai játékokon
Az 1952. évi téli olimpiai játékokon az északi összetett versenyszámát február 17-én és február 18-án rendezték meg Oslóban. A versenyt a norvég Simon Slåttvik nyerte meg. Magyar versenyző nem vett részt a versenyszámban.

## Részt vevő nemzetek
A versenyeken 11 nemzet 25 sportolója vett részt.
- Ausztria (AUT) (4)
- Csehszlovákia (TCH) (1)
- Egyesült Államok (USA) (4)
- Finnország (FIN) (4)
- Japán (JPN) (1)
- Németország (GER) (2)
- Norvégia (NOR) (4)
- Olaszország (ITA) (1)
- Románia (ROU) (1)
- Svájc (SUI) (1)
- Svédország (SWE) (2)

## Éremtáblázat
(Az egyes számoszlopok legmagasabb értéke vagy értékei vastagítással kiemelve.)
| Az 1952. évi téli olimpiai játékok éremtáblázata északi összetettben | Az 1952. évi téli olimpiai játékok éremtáblázata északi összetettben | Az 1952. évi téli olimpiai játékok éremtáblázata északi összetettben | Az 1952. évi téli olimpiai játékok éremtáblázata északi összetettben | Az 1952. évi téli olimpiai játékok éremtáblázata északi összetettben | Olimpia  |
| -------------------------------------------------------------------- | -------------------------------------------------------------------- | -------------------------------------------------------------------- | -------------------------------------------------------------------- | -------------------------------------------------------------------- | -------- |
|                                                                      | Ország                                                               | Arany                                                                | Ezüst                                                                | Bronz                                                                | Összesen |
| 1.                                                                   | Norvégia (NOR)                                                       | 1                                                                    | 0                                                                    | 1                                                                    | 2        |
|                                                                      |                                                                      |                                                                      |                                                                      |                                                                      |          |
| 2.                                                                   | Finnország (FIN)                                                     | 0                                                                    | 1                                                                    | 0                                                                    | 1        |
|                                                                      |                                                                      |                                                                      |                                                                      |                                                                      |          |
| Összesen                                                             | Összesen                                                             | 1                                                                    | 1                                                                    | 1                                                                    | 3        |

## Eredmények
A versenyzők síugrásban normálsáncról három ugrást teljesítettek, ebből a két legmagasabb pontszámot vették figyelembe a rangsorolásnál. A 18 km-es sífutás eredménye alapján is pontszámokat kaptak a versenyzők, az összesített pontszámok alapján állapították meg a végeredményt.
A távolságok méterben, az időeredmények másodpercben értendők. A síugrásnál a figyelembe nem vett pontszámok zárójelben olvashatóak.

### Síugrás
A normálsáncú síugrást február 17-én rendezték.
| Hely. | Versenyző              | Nemzet                 | 1. ugrás | 1. ugrás | 2. ugrás | 2. ugrás | 3. ugrás | 3. ugrás | Pont  |
| Hely. | Versenyző              | Nemzet                 | Táv.     | Pont     | Táv.     | Pont     | Táv.     | Pont     | Pont  |
| ----- | ---------------------- | ---------------------- | -------- | -------- | -------- | -------- | -------- | -------- | ----- |
| 1.    | Simon Slåttvik         | Norvégia (NOR)         | 67,5     | (80,5)   | 67,0     | 112,0    | 66,5     | 111,5    | 223,5 |
| 2.    | Sverre Stenersen       | Norvégia (NOR)         | 67,0     | (110,5)  | 68,0     | 111,0    | 69,5     | 112,0    | 223,0 |
| 3.    | Per Gjelten            | Norvégia (NOR)         | 65,0     | 105,5    | 64,5     | (102,5)  | 66,0     | 106,5    | 212,0 |
| 4.    | Hans Eder              | Ausztria (AUT)         | 61,5     | (95,5)   | 62,0     | 103,5    | 64,5     | 105,5    | 209,0 |
| 5.    | Heikki Hasu            | Finnország (FIN)       | 63,0     | 103,5    | 63,0     | 104,0    | 61,0     | (71,0)   | 207,5 |
| 6.    | Paavo Korhonen         | Finnország (FIN)       | 61,0     | (70,0)   | 61,0     | 101,5    | 63,5     | 104,5    | 206,0 |
| 6.    | Eeti Nieminen          | Finnország (FIN)       | 59,0     | (100,0)  | 62,5     | 101,0    | 64,5     | 105,0    | 206,0 |
| 6.    | Ottar Gjermundshaug    | Norvégia (NOR)         | 61,0     | 100,0    | 64,5     | 106,0    | 68,0     | (77,5)   | 206,0 |
| 9.    | Alfons Supersaxo       | Svájc (SUI)            | 61,0     | (99,0)   | 60,5     | 99,5     | 62,5     | 102,0    | 201,5 |
| 10.   | Fudzsiszava Rjóicsi    | Japán (JPN)            | 61,5     | 99,0     | 59,5     | (96,0)   | 63,0     | 102,0    | 201,0 |
| 11.   | Erik Elmsäter          | Svédország (SWE)       | 61,0     | 99,5     | 59,5     | (66,0)   | 62,0     | 99,5     | 199,0 |
| 12.   | Aulis Sipponen         | Finnország (FIN)       | 59,0     | (98,0)   | 60,0     | 99,0     | 61,5     | 99,5     | 198,5 |
| 13.   | Theodore Farwell, Jr.  | Egyesült Államok (USA) | 60,0     | 99,0     | 59,5     | (93,5)   | 60,0     | 97,0     | 196,0 |
| 14.   | Heinz Hauser           | Németország (GER)      | 60,0     | 95,0     | 59,0     | (93,5)   | 62,0     | 98,5     | 193,5 |
| 15.   | Lars-Erik Efverström   | Svédország (SWE)       | 59,5     | 95,5     | 59,0     | (94,0)   | 60,5     | 97,5     | 193,0 |
| 16.   | Cornel Nicolae Crăciun | Románia (ROU)          | 57,5     | (92,0)   | 56,5     | 94,5     | 59,5     | 96,0     | 190,5 |
| 17.   | Alfredo Prucker        | Olaszország (ITA)      | 58,5     | 93,5     | 59,5     | 95,5     | 60,5     | (90,5)   | 189,0 |
| 18.   | Paul Wegeman           | Egyesült Államok (USA) | 58,5     | 93,0     | 58,5     | 94,0     | 59,5     | (60,5)   | 187,0 |
| 19.   | Sepp Schiffner         | Ausztria (AUT)         | 56,5     | (86,5)   | 59,5     | 92,5     | 60,5     | 94,0     | 186,5 |
| 20.   | Leopold Kohl           | Ausztria (AUT)         | 58,0     | 92,0     | 57,0     | (88,5)   | 58,0     | 90,5     | 182,5 |
| 21.   | Tom Jacobs             | Egyesült Államok (USA) | 57,0     | 90,5     | 56,5     | (55,5)   | 56,0     | 89,0     | 179,5 |
| 22.   | Vlastimil Melich       | Csehszlovákia (TCH)    | 58,0     | (61,0)   | 56,0     | 88,0     | 58,0     | 91,0     | 179,0 |
| 22.   | Helmut Böck            | Németország (GER)      | 57,5     | (58,0)   | 54,5     | 86,0     | 58,5     | 93,0     | 179,0 |
| 24.   | Peter Radacher         | Ausztria (AUT)         | 57,0     | 89,5     | 56,5     | (57,0)   | 58,0     | 60,5     | 150,0 |
| 25.   | John Caldwell          | Egyesült Államok (USA) | 57,5     | 59,0     | 57,5     | (57,5)   | 58,0     | 87,5     | 146,5 |

### Sífutás
A 18 km-es sífutást február 18-án rendezték.
| Hely. | Versenyző              | Nemzet                 | Idő           | Pont    |
| ----- | ---------------------- | ---------------------- | ------------- | ------- |
| 1.    | Heikki Hasu            | Finnország (FIN)       | 1:02:24       | 240,000 |
| 2.    | Paavo Korhonen         | Finnország (FIN)       | 1:05:30       | 228,727 |
| 3.    | Simon Slåttvik         | Norvégia (NOR)         | 1:05:40       | 228,121 |
| 4.    | Aulis Sipponen         | Finnország (FIN)       | 1:06:03       | 226,727 |
| 5.    | Ottar Gjermundshaug    | Norvégia (NOR)         | 1:06:13       | 226,121 |
| 6.    | Per Gjelten            | Norvégia (NOR)         | 1:07:40       | 220,848 |
| 7.    | Eeti Nieminen          | Finnország (FIN)       | 1:08:24       | 218,181 |
| 8.    | Alfons Supersaxo       | Svájc (SUI)            | 1:09:38       | 213,696 |
| 9.    | Sverre Stenersen       | Norvégia (NOR)         | 1:09:44       | 213,335 |
| 10.   | Vlastimil Melich       | Csehszlovákia (TCH)    | 1:10,09       | 211,818 |
| 11.   | Hans Eder              | Ausztria (AUT)         | 1:10,13       | 211,575 |
| 12.   | Alfredo Prucker        | Olaszország (ITA)      | 1:10,56       | 208,970 |
| 13.   | Theodore Farwell, Jr.  | Egyesült Államok (USA) | 1:11:54       | 205,454 |
| 14.   | Leopold Kohl           | Ausztria (AUT)         | 1:13:10       | 200,848 |
| 15.   | Heinz Hauser           | Németország (GER)      | 1:13:30       | 199,636 |
| 16.   | Erik Elmsäter          | Svédország (SWE)       | 1:13:46       | 198,667 |
| 17.   | Lars-Erik Efverström   | Svédország (SWE)       | 1:14:19       | 196,667 |
| 18.   | Fudzsiszava Rjóicsi    | Japán (JPN)            | 1:14:41       | 195,333 |
| 19.   | Tom Jacobs             | Egyesült Államok (USA) | 1:16:43       | 187,939 |
| 20.   | Cornel Nicolae Crăciun | Románia (ROU)          | 1:17:11       | 186,121 |
| 21.   | Sepp Schiffner         | Ausztria (AUT)         | 1:17:31       | 185,030 |
| 22.   | John Caldwell          | Egyesült Államok (USA) | 1:25:42       | 155,273 |
| –     | Helmut Böck            | Németország (GER)      | nem ért célba | –       |
| –     | Peter Radacher         | Ausztria (AUT)         | nem ért célba | –       |
| –     | Paul Wegeman           | Egyesült Államok (USA) | nem indult    | –       |

### Összesítés
| Helyezés | Versenyző              | Nemzet                 | Síugrás | Sífutás       | Összesítés |
| -------- | ---------------------- | ---------------------- | ------- | ------------- | ---------- |
| Arany    | Simon Slåttvik         | Norvégia (NOR)         | 223,5   | 228,121       | 451,621    |
| Ezüst    | Heikki Hasu            | Finnország (FIN)       | 207,5   | 240,000       | 447,500    |
| Bronz    | Sverre Stenersen       | Norvégia (NOR)         | 223,0   | 213,335       | 436,335    |
| 4.       | Paavo Korhonen         | Finnország (FIN)       | 206,0   | 228,727       | 434,727    |
| 5.       | Per Gjelten            | Norvégia (NOR)         | 212,0   | 220,848       | 432,848    |
| 6.       | Ottar Gjermundshaug    | Norvégia (NOR)         | 206,0   | 226,121       | 432,121    |
| 7.       | Aulis Sipponen         | Finnország (FIN)       | 198,5   | 226,727       | 425,227    |
| 8.       | Eeti Nieminen          | Finnország (FIN)       | 206,0   | 218,181       | 424,181    |
| 9.       | Hans Eder              | Ausztria (AUT)         | 209,0   | 211,575       | 420,575    |
| 10.      | Alfons Supersaxo       | Svájc (SUI)            | 201,5   | 213,696       | 415,196    |
| 11.      | Theodore Farwell, Jr.  | Egyesült Államok (USA) | 196,0   | 205,454       | 401,454    |
| 12.      | Alfredo Prucker        | Olaszország (ITA)      | 189,0   | 208,970       | 397,970    |
| 13.      | Erik Elmsäter          | Svédország (SWE)       | 199,0   | 198,667       | 397,667    |
| 14.      | Fudzsiszava Rjóicsi    | Japán (JPN)            | 201,0   | 195,333       | 396,333    |
| 15.      | Heinz Hauser           | Németország (GER)      | 193,5   | 199,636       | 393,136    |
| 16.      | Vlastimil Melich       | Csehszlovákia (TCH)    | 179,0   | 211,818       | 390,818    |
| 17.      | Lars-Erik Efverström   | Svédország (SWE)       | 193,0   | 196,667       | 389,667    |
| 18.      | Leopold Kohl           | Ausztria (AUT)         | 182,5   | 200,848       | 383,348    |
| 19.      | Cornel Nicolae Crăciun | Románia (ROU)          | 190,5   | 186,121       | 376,621    |
| 20.      | Sepp Schiffner         | Ausztria (AUT)         | 186,5   | 185,030       | 371,530    |
| 21.      | Tom Jacobs             | Egyesült Államok (USA) | 179,5   | 187,939       | 367,439    |
| 22.      | John Caldwell          | Egyesült Államok (USA) | 146,5   | 155,273       | 301,773    |
| –        | Helmut Böck            | Németország (GER)      | 179,0   | nem ért célba | –          |
| –        | Peter Radacher         | Ausztria (AUT)         | 150,0   | nem ért célba | –          |
| –        | Paul Wegeman           | Egyesült Államok (USA) | 187,0   | nem indult    | –          |